# Afasia
A afasia (do grego ἀφασία, a (não / ausência) + fasia (falar), "sem fala") é uma disturbio na formulação e compreensão da linguagem. Uma alteração da função da linguagem, depois de ter sido adquirida de maneira normal e não causada por dificuldade intelectual.
Existe 3 fatores que determinam o tipo de afasia: 
- Fluência: Existem tipos de afasia no qual o paciente apresenta um discurso fluente, sem pausas nem alterações sintáticas, mas com paragramatismo, enquanto outras o paciente pode ter dificuldade de formar frases. Um exemplo disso é afasia transcortical motora;
- Compreensão: Existem tipos de afasia no qual o paciente consegue compreender o que é dito ou o que está escrito, enquanto outras o paciente não é capaz de entender o que é lido ou o que falam. Um exemplo disso é afasia transcortical sensorial;
- Repetição: Existem tipos de afasia que caracterizam na repetição no que é ouvido, enquanto outras o paciente não consegue repetir o que é dito. Um exemplo disso é a afasia de condução.[3]

Nem todas as afasias são não fluentes, ou seja, existem pacientes (por exemplo com afasia de Wernicke) que apresentam um discurso fluente, sem pausas nem alterações sintácticas mas com paragramatismo.

## Características
Geralmente está relacionado a uma lesão ao lado esquerdo do cérebro em destros em áreas responsáveis pela compreensão da linguagem como a Área de Broca, Área de Wernicke, Giro supramarginal e Giro angular.
Caracteriza-se por dificuldade em se expressar verbalmente e compreender o que está sendo dito. Podem levar a um discurso vago ou vazio caracterizado por longos circunlóquios e pelo uso excessivo de referências indefinidas como "coisa" ou "aquilo". Em alguns casos pode apresentar para um comprometimento grave da linguagem escrita e falada e da repetição da linguagem.

## Causas

Algumas áreas do cérebro envolvidas no processamento da linguagem:. Área de Broca (Azul), Área de Wernicke (Verde), Giro supramarginal (Amarelo), Giro angular (Laranja), Córtex auditivo primário (Rosa)

Existem diversas possíveis causas para a afasia, dentre elas:
- Tumores cerebrais;
- Doenças degenerativas ou metabólicas;
- Lesão no Corpo caloso;
- Acidente Vascular Cerebral AVC (ou derrame);
- Doenças infecciosas (como a meningite);
- Acidentes com traumatismo cranioencefálico;
- Epilepsia;
- Uso de anti-dopaminérgicos.
- Malária cerebral.
- Traumatismo[3]

## Classificação
As afasias são estudadas tanto pela neuropsicologia, pela medicina e pela linguística sendo o tratamento interdisciplinar.
A classificação das afasias faz-se através de provas de avaliação específica que avaliam normalmente a fluência do discurso, a capacidade de compreensão, repetição e nomeação. Estas alterações podem ocorrer ao nível fonético, sintático, semântico ou pragmático do processamento da linguagem. O clínico especialista na terapia com pacientes afásicos é o terapeuta da fala, ou fonoaudiólogo.
Segundo a neuropsicologia, distinguem-se dois grandes grupos de afasias, cada uma das suas variedades referindo-se a lesões cerebrais de localização precisa: o grupo das afasias de expressão e o grupo das afasias sensoriais ou de recepção.
Segundo a neuropsicologia, além da classificação das afasias em afasia fluente ou não fluente, podemos classificá-las em:
• Afasia de Expressão (motora, não fluente) caracteriza-se na dificuldade em produzir fala enquanto a compreensão da linguagem é pouco afetada. A fala do paciente geralmente é lenta e fragmentada. Embora o indivíduo saiba o que deseja comunicar, tem grandes dificuldades para expressar por meio da fala e da escrita.
• Afasia de recepção (sensorial, fluente): caracteriza-se pela dificuldade em compreender a linguagem, embora o paciente seja capaz de produzir fala. No entanto, a fala do paciente geralmente faz sentido apenas para o próprio paciente, sendo incompreensível para os outros.

As afasias de expressão compreendem essencialmente:
- Afasia de Broca: Afasia causada por lesão ou danos  na área de Broca, região descoberta por Paul Broca (1861),  que desempenha papel fundamental na fala e na imitação e está localizada no hemisfério esquerdo do cérebro, este tipo de afasia[5] se caracteriza por uma perturbação da expressão oral e escrita (dificuldade ou incapacidade de articular um discurso, de produzir linguagem eficientemente) e por uma alteração ligeira a moderada da compreensão que tende a melhorar. A característica marcante dessa afasia é discurso hesitante, tendência a repetir frases ou palavras, sintaxe e gramática desordenadas porém com compreensão verbal preservada em alto grau[5] e estrutura desordenada de palavras individuais.

- Afasia de Condução: Grande espectro de lesões que acometem as áreas subcorticais, principalmente o fascículo arqueado, que conecta as áreas de Broca (áreas 44 e 45 de Brodmann) e de Wernicke (Área 22). Causa dificuldade de propor respostas adequadas, embora a compreensão esteja pouco alterada. O sintoma principal é uma alteração do sistema fonológico que se exprime com prejuízo da repetição, da escrita quando ditada e da leitura em voz alta, da reprodução de ritmos e pela presença de parafasias na linguagem espontânea.

- Afasia sensorial (receptiva) e Afasia de Wernicke: Causada  por uma lesão na área de Wernicke, região responsável pela compreensão da fala descoberta no hemisfério esquerdo pelo neurologista alemão Carl Wernicke,são[5]  afasias fluentes, caracterizam-se por uma perturbação da compreensão do discurso, embora a fala esteja fluente, com poucas repetições espontâneas, havendo porém um uso não adequado das palavras.
- Afasia Anômica: É um distúrbio onde o paciente tem dificuldade em estabelecer a palavra correta para dizer ou escrever. A fala do indivíduo é fluente e gramaticalmente correta porém tem dificuldade de designar objetos dessa forma acabam usando palavras genéricas como  “coisa” para se referir a um objeto ou descrever o objeto ao invés de falar o nome dele.É considerada uma forma de afasia comum e leve.[6]
- Afasia Global: É um distúrbio no qual a pessoa não consegue falar e entender o que é dito. Além de não ser capaz de ler texto ou escrever.[7]
- Afasia transcortical mista: É um distúrbio que consiste na “isolação” de áreas do cérebro (Broca, Werkicke e Fascículo Arqueado) de outras regiões, que são responsáveis pela produção e compreensão da fala, respectivamente, sendo ambas conectadas pelo fascículo arqueado, mas mantendo todas intactas. Com isso, o paciente não consegue falar ou escrever texto, além de compreender o que é dito ou lido, mas a capacidade de repetição é preservada.[8]
- Afasia transcortical motora: É uma afasia resultante de um dano na parte anterior superior do lobo frontal no hemisfério responsável pela fala. O paciente acaba não conseguindo falar, mas sua capacidade de repetir e compreensão se mantém intacta.[9]
- Afasia transcortical sensorial: É uma afasia que ocorre a partir de dano na região próxima da área de Wernicke, com isso, o paciente acaba conseguindo repetir e até falar frases que estejam estruturalmente corretas, mas não consegue compreender o que é dito, e portanto as respostas ficam desconexas.[10]

Segundo o linguista Roman Jakobson, os distúrbios da fala podem afetar em graus diversos a capacidade de combinar e selecionar as unidades linguísticas.

## Sintomas
Os sintomas da afasia variam de acordo com a gravidade da lesão e do tipo de afasia porém uma lista não exaustiva de sintoma seria:
- Discursos sem sentido: O paciente consegue pronunciar as palavras corretamente porém não há sentido no seu discurso e o paciente não tem ciência que sua fala é incompreensível para os outros (Sintoma da Afasia de Werneck).
- Dificuldade para falar: O paciente tem problemas para formar palavras ou frases completas.
- Dificuldade em encontrar palavras: O paciente sabe o que quer dizer, mas não encontra a palavra certa.
- Dificuldade em falar com a gramática correta
- Dificuldade em nomear objetos
- Prejuízo da repetição, da escrita quando ditada e da leitura em voz alta[12][5]

## Diagnóstico
De acordo com o documento DSM-5 TR (Diagnostic and Statistical Manual of Mental Disorders, Fifth Edition), afasia - que é tratada como uma das possíveis causas de transtorno de fala - pode ser diagnosticado através dos seguintes critérios:
1. Dificuldade na compreensão e na comunicação;
2. Habilidades linguísticas abaixo do que é esperado na idade atual;
3. Os sintomas ocorrem no período inicial de desenvolvimento e;
4. Dificuldades que não podem ser atribuídas a outra dificuldade sensitiva ou deficiência intelectual.[13]

Existem alguns métodos para diagnosticar um paciente com afasia:
- Testes Padronizada de Linguagem: São testes que auxiliam no diagnóstico da afasia geralmente é aplicado por fonoaudiólogos ou neuropsicólogos. A intenção do teste é  identificar quais dos tipos de afasia o paciente possui, além da gravidade dos sintomas e determinar o quão cada aspectos específicos - como fala, compreensão, leitura ou escrita - estão afetados. O conteúdo dos testes geralmente está relacionado aos componentes linguísticos como compreensão e expressão, tanto oral como escrita, além de como a mensagem está sendo elaborada - se há sentido semântico, se a sintaxe está correta, e a complexidade da frase, da sentença e do discurso. Os testes são realizados para indicar o caminho para uma reabilitação eficaz.[14] Existem alguns testes de avaliação de linguagem, alguns deles são:
  - Boston Diagnostic Aphasia Examination (BDAE): Criado por Harold Goodglass e Edith Kaplan, em 1973, o BDAE é um conjunto  de avaliações cuja intenção é verificar as possíveis perdas ocorridas após a lesão cerebral, como prejuízos de articulação, de fluência , as anomias, perdas de repetição, de fala encadeada, de gramática,de compreensão auditiva, de leitura oral e de compreensão da leitura.Após realizada esta bateria de testes o BDAE classifica o tipo de afasia desenvolvida.[14]
  - Western Aphasia Battery (WAB): Criado pelo Kertesz  em 1979, e baseado no Boston Diagnostic Aphasia Examination (BDAE), o objetivo é examinar habilidades linguísticas (como fluência, leitura, conteúdo, repetição, nomear e encontra palabra) e não linguísticas (como desenhar e calcular) com o fim de determinar quais dos 8 tipos de afasia o paciente possui;[15]
  - Teste de Montreal-Toulouse de Avaliação da Linguagem (MTL): Criado em 1986, esse teste efetuada uma avaliação de componentes linguísticos, além de  praxias verbais e não verbais, manipulação de objetos, identificação de partes do corpo, orientação espacial direita/esquerda e competências aritméticas.Nacionalmente, conhecido como Beta -86, foi traduzido para a sua versão em portugues na década de 80.[16][17]
  - Boston Naming Test: Criado em 2001 pelo Goodglass, Kaplan e Barresi, esse teste avalia a nomeação de objetos. A partir de uma lista de 60 itens, o examinador, começando com o 30º item, deve pedir para o paciente identificar o item, se ele não conseguir em 20 segundos, uma dica que consiste no primeiro fonema da palavra deve ser dado.[18]
  - Token Test: Criado em 1962 e posteriormente modificado em 1978 pelo Faglioni e De Renzi, esse teste avalia a compreensão da linguagem através de comandos progressivamente mais complexos. Normalmente consiste de 20 peças de plasticos de 2 tamanhos diferentes (grande e pequeno), duas formas (retangular e redonda) e 5 cores, e o paciente precisa executar cada comando utilizado essas peças.[19]
  - Teste M1 - Alpha: Criado por Ortiz KZ, Osborn E, Chiari BM na década de 90, esse teste avalia conversa espontânea, compreensão oral e escrita de palavras, a complexidade da frase, além de escrita copiada e ditados em voz alta.[20]
- Exames de Neuroimagem: Para avaliar danos cerebrais que podem estar relacionados a afasia ou não, normalmente é utilizado tomografia computadorizada (TC) e/ou ressonância magnética (RM). Ressonância magnética oferece uma clara imagem em camadas do cérebro, apontando claramente áreas danificadas como pontos claros ou escuros, dependendo da lesão. Já a tomografia computadorizada oferece uma visualização rápida utilizando raios X.[21]  Estudos recentes apontam a utilização de ressonância magnética funcional (fMRI) como possível forma de visualização. Essa técnica permite a visualização tridimensional do cérebro, permitindo avaliar quais áreas estão ativas em comparação com outras.[22]

## Tratamento
No tratamento da afasia alguns fatores devem ser considerados como:
- Tipo de Afasia
- Localização da Lesão
- Causa da Afasia
- Quantidade de tempo desde a Lesão
- Tamanho da Lesão
- Gravidade da Afasia
- Idade do paciente

Contudo, o tratamento efetivo da afasia é complicado, havendo discordância sobre efetividade e métodos mesmo nos dias atuais devido às diversas variáveis envolvidas na condição. Em 1890, Bateman sugeriu que a reeducação poderia ser uma forma eficaz para tratar essa condição, entretanto, como não existe uma fórmula pré-definida devido aos diversos fatores envolvidos, o foco e, por consequência, a efetividade pode variar de tratamento a tratamento (inclusive, até mesmo dizer o quão efetivo foi pode ser difícil).
O paciente deverá consultar com um neurologista, que posteriormente indicará a melhor terapêutica. Quanto mais rápido entrar em processo terapêutico, melhor será sua capacidade de recuperação das habilidades linguísticas.Não existe tratamento medicamentoso que seja eficaz para o tratamento de afasia.